# Universum
För andra betydelser, se Universum (olika betydelser).
Universum eller världsalltet är all rumtid och allt som existerar däri, inklusive alla planeter, stjärnor, galaxer, innehållet i intergalaktiska rymden, de minsta subatomära partiklarna, och all materia och energi. Liknande termer är kosmos, världsrymden, verklighet och natur.
Den uppskattade diametern av det observerbara universum är cirka 93 miljarder ljusår eller 28 miljarder parsec. Vetenskaplig observation av universum har lett till slutsatser om dess tidigare stadier. Dessa observationer tyder på att universum har styrts av samma fysikaliska lagar och konstanter under större delen av sin omfattning och historia. Big Bang-teorin är den rådande kosmologiska modellen som beskriver den tidiga utvecklingen av universum, som uppskattas ha inletts för 13,798 ± 0,037 miljarder år sedan.
 Universum består av 4,9 procent atomisk materia, 26,6 procent mörk materia och 68,5 procent mörk energi. Observationer av supernovor har visat att universum expanderar i en accelererande takt.
Det finns många konkurrerande teorier om universums framtid. Fysiker är fortfarande osäkra på vad, om något, som föregick Big Bang. Många vägrar att spekulera på grund av tvivel om att all information från varje sådant förhandstillstånd någonsin kan bli tillgänglig.[källa behövs] Det finns olika hypoteser om multiversum, där vissa fysiker har föreslagit att universum kan vara ett av många, eller till och med ett oändligt antal, universum som också existerar.

## Historisk observation

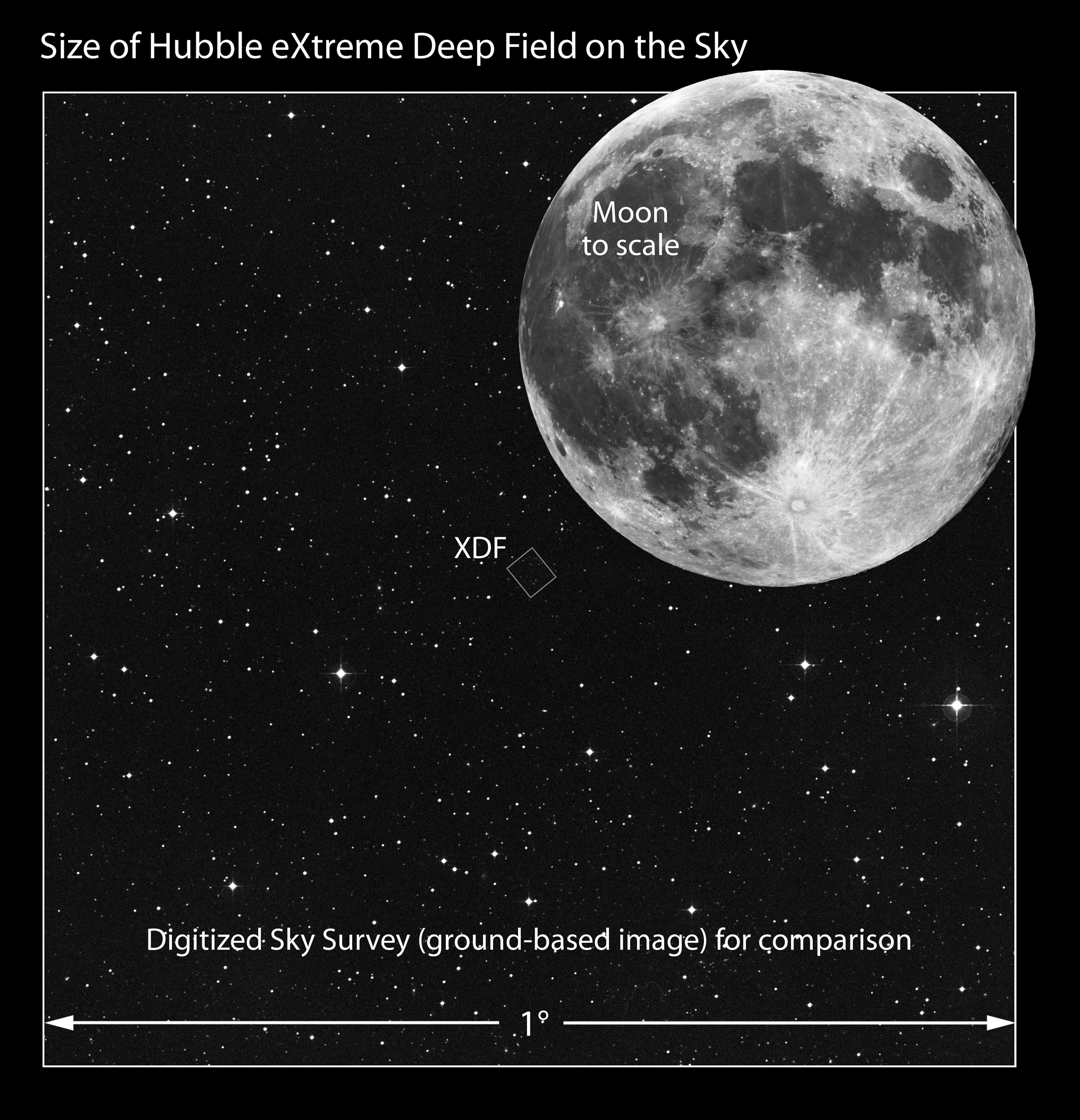
Den lilla rutan till vänster nedanför månen markerad XDF, Hubble eXtreme Deep Field, visar storleken på det område som nästa bild visar. Flera tusen galaxer, vardera bestående av miljarder stjärnor, finns i denna lilla vy.

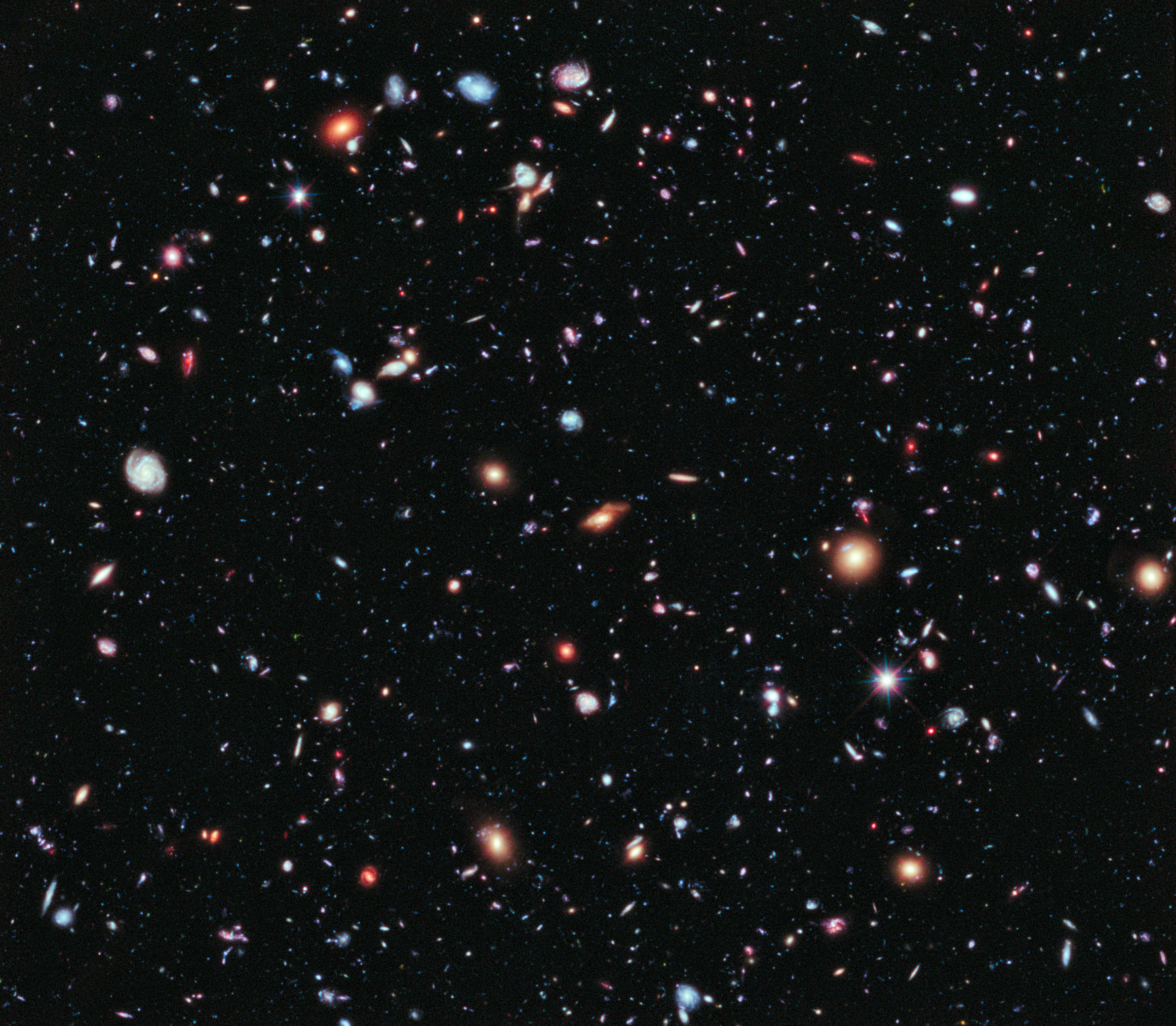
Hubble Extreme Deep Field-vy (2012) – varje ljusprick är en galax – några så gamla som 13,2 miljarder år. Det synliga universum uppskattas innehålla 200 miljarder galaxer. Bilden är uppbyggd av 2000 exponeringar insamlade under 10 år med en total exponeringstid av cirka 23 dygn.

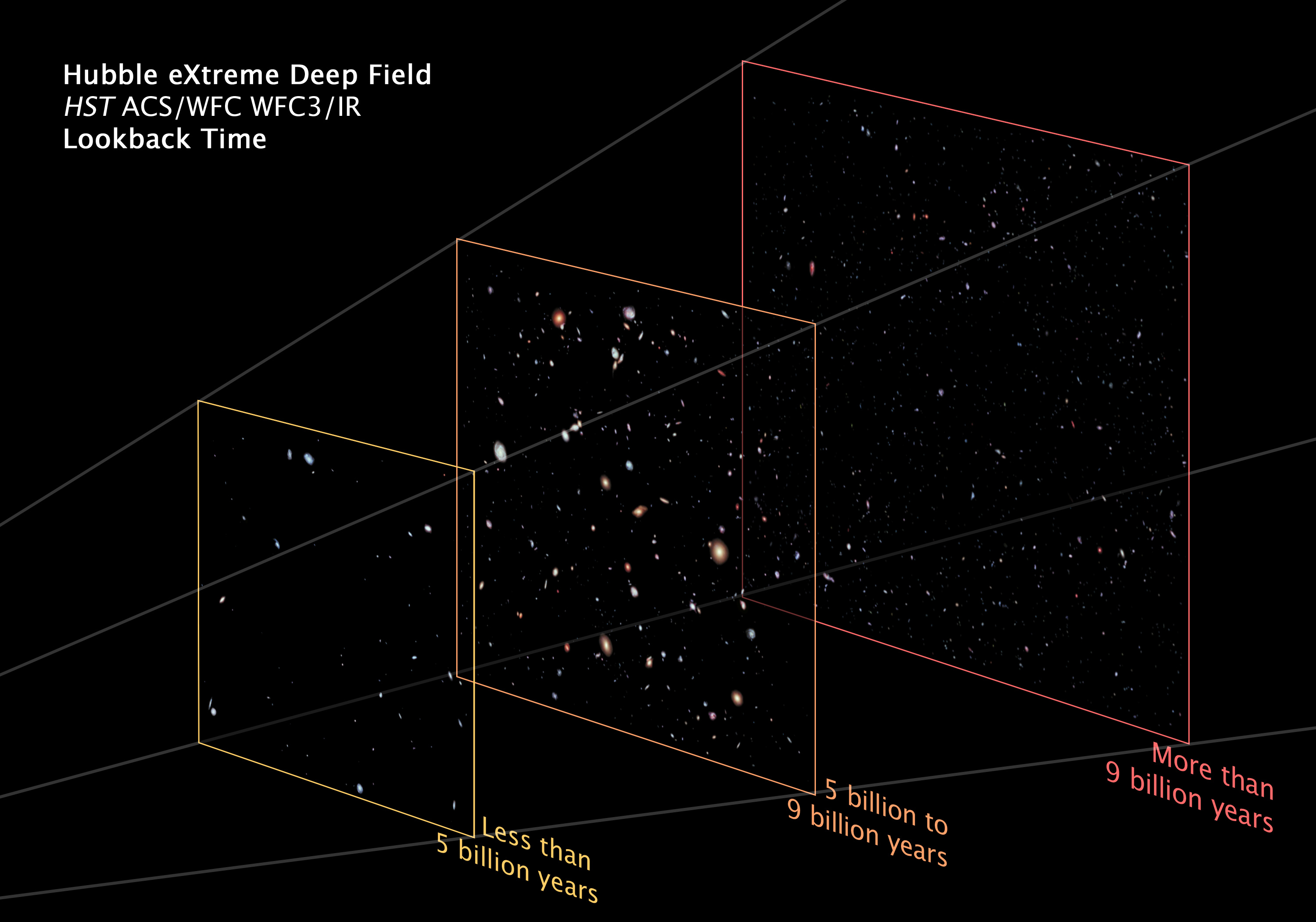
XDF-bildens galaxer uppdelade efter hur länge ljuset från respektive galax varit på väg. Förgrundsplanet visar fullt utvecklade galaxer som de sett ut de senaste 5 miljarderna år – mellanplanet visar galaxer under utveckling för 5–9 miljarder år sedan – bakgrunden är kompakta galaxer och protogalaxer, för mer än 9 miljarder år sedan.

Genom hela historien har flera kosmologier och kosmogonier föreslagits för att förklara observationer av universum. Den tidigaste kvantitativa geocentriska modellen utvecklades av antika grekiska och indiska filosofer. Under århundradena ledde mer precisa observationer och förbättrade teorier om gravitation till Copernicus heliocentriska modell och den newtonska modellen av solsystemet. Ytterligare förbättringar inom astronomin ledde till insikten att solsystemet är inbäddat i en galax som består av miljarder stjärnor, Vintergatan, och att andra galaxer existerar utanför den, så långt som astronomiska instrument kan nå. Noggranna studier av fördelningen av dessa galaxer och deras spektrallinjer har lagt grunden till en stor del av den moderna kosmologin. Upptäckten av rödförskjutning och den kosmiska bakgrundsstrålningen antydde att universum expanderar och hade en början.

## Historia
Enligt den rådande vetenskapliga modellen av universum, Big Bang, har universum expanderat från en extremt varm, tät fas – Planckepoken –, då hela det observerbara universums materia och energi var koncentrerad till extremt hög täthet. Efter Planckepoken har universum expanderat till sin nuvarande storlek, eventuellt med en kort period (mindre än 10−32 sekunder) av kosmisk inflation. Flera oberoende experimentella mätningar stöder denna teoretiska expansion och, mer generellt, Big Bang-teorin. Universum består av vanlig materia (4,9 %), som inkluderar atomer, stjärnor och galaxer, mörk materia (26,8 %), vilket är en hypotetisk partikel som ännu inte har upptäckts, och mörk energi (68,3 %), vilket är ett slags energitäthet som till synes finns även i den helt tomma rymden. Nya observationer tyder på att denna expansion accelererar på grund av mörk energi, och att merparten av materian i universum kan anta en form som inte kan detekteras med nuvarande instrument – mörk materia. Den allmänna användningen av namnen ”mörk materia” och ”mörk energi” för dessa okända företeelser (som anses stå för 95 % av universums mass-energitäthet) visar på de nuvarande observationella och konceptuella osäkerheterna avseende universums natur och framtid.
Den 21 mars 2013 släppte den europeiska forskargruppen bakom Planckteleskopet en karta över den kosmiska bakgrundsstrålningen. Kartan visade att universum var något äldre än vad tidigare tolkningar av astronomiska observationer hade angett. Enligt kartan var det subtila variationer i temperaturavtrycket på den djupa himlen när kosmos var cirka 370 000 år gammalt. Avtrycket återspeglar krusningar som uppkommit så tidigt under universums existens som den första kvintiljondels (10−30) sekunden. Till synes gav dessa krusningar upphov till den nuvarande stora kosmiska väven av galaxhopar och mörk materia. Enligt forskargruppen är universum 13,798 ± 0,037 miljarder år gammalt, och innehåller 4,9 % vanlig materia, 26,8 % mörk materia och 68,3 % mörk energi. Dessutom uppmättes Hubblekonstanten till 67,80 ± 0,77 (km/s)/Mpc.
En tidigare tolkning av astronomiska observationer angav att universums ålder var 13,772 ± 0,059 miljarder år gammalt, och att det observerbara universums diameter är minst 93 miljarder ljusår eller 8,80 × 1026 meter. Enligt den allmänna relativitetsteorin, kan rymden expandera snabbare än ljusets hastighet, även om vi bara kan se en liten del av universum på grund av begränsningen av ljusets hastighet. Hur långt bort vi kan observera rymden begränsas av hur långt ljuset (eller någon annan elektromagnetisk strålning) hunnit färdas sedan universums begynnelse. Det är därför osäkert om universums storlek är ändlig eller oändlig.

## Etymologi, synonymer och definitioner
Ordet 'universum' härstammar från det latinska ordet universum som betyder “det hela; världsalltet”.  Det latinska ordet kommer från den poetiska kontraktionen Unvorsum – först använt av Lucretius i bok IV (rad 262) av sin De rerum natura (”om tingens natur”) – som förbinder un, uni (kombinationsform av unus, ”ett”) med vorsum, versum (ett substantiv avdelat från perfekt passiv particip av vertere, som betyder ”någonting roteras, rullas, ändras”).
En alternativ tolkning av unvorsum är ”allt roterat som ett” eller ”allt roterat av ett”. I denna mening, kan det anses vara en översättning av ett tidigare grekiskt ord för universum, περιφορά, (periforá, ”cirkumambulation”), som ursprungligen användes för att beskriva ett förlopp av en måltid, måltiden inleddes omkring cirkeln av middagsgästerna. Beträffande Platons solliknelse, antyder Aristoteles att rotationen av sfären av fixstjärnor uppväckt av drivmotorn, i sin tur motiverar markbunden förändring via solen. Noggranna astronomiska och fysikaliska mätningar (såsom Foucaultpendel) behövs för att bevisa att jorden roterar kring sin axel.
En term för 'universum' i det antika Grekland var τὸ πᾶν (tò pán, alltet. Relaterade termer var materia, (τὸ ὅλον, tò ólon, se även Hyle, lit. wood) och plats (τὸ κενόν, tò kenón). Andra synonymer för universum bland de antika grekiska filosoferna var κόσμος (”kosmos”) och φύσις (vilket betyder ”naturen”, varifrån ordet fysik har härletts). Samma synonymer återfinns bland latinska författare (totum, mundus, natura) som har överlevt i moderna språk, exempelvis de tyska orden Das All, Weltall och Natur för universum. Samma synonymer finns i engelska och svenska, som allt (everything, som i teori om allt), kosmos (cosmos, som i kosmologi), världen (world, som i flervärldstolkningen), och natur (Nature, som i naturlagar och naturfilosofi).

### Bredaste definitionen: verklighet och sannolikhet
Den bredaste definitionen av universum finns i De divisione naturae av den medeltida filosofen och teologen Johannes Scotus Erigena, som definierade det som helt enkelt allt som har skapats och allt som inte har skapats.

### Definition som verklighet
Mer sedvanligt har universum definierats som allt som finns, (har funnits, och kommer att finnas). Enligt den nuvarande förståelsen består universum av tre principer rumtid, energiformer, däribland rörelsemängd och materia, och naturlagarna som berör dem.

### Definition som sammanhängande rumtid
Det är möjligt att tänka sig osammanhängande rumtider, varje existerande men oförmögna att interagera med varandra. En lätt visualiserad metafor är en grupp av separata såpbubblor, där observatörer som lever i en såpbubbla inte kan interagera med dem i andra såpbubblor, ens i princip. Enligt allmän terminologi är varje såpbubbla av rumtid ett universum, medan just vår rumtid också betecknas som universum, precis som jordens måne betecknas som månen. Hela denna samling av separata rumtider betecknas som multiversum. I princip kan de olika universa ha rumtider med olika dimensionalitet och topologi, olika former av materia och energi, liksom olika naturlagar och fysikaliska konstanter, även om dessa möjligheter är rent spekulativa.

### Definition som observerbar verklighet
Enligt en ännu mer restriktiv definition, är universum allt inom vår sammanhängande rumtid där interaktion med oss är möjlig och vice versa. Enligt den allmänna relativitetsteorin kommer vissa regioner av rymden aldrig att kunna interagera med oss, ens under universums livslängd, på grund av ljusets ändliga hastighet och universums pågående expansion. Till exempel kan radiomeddelanden som skickas från jorden aldrig nå vissa regioner i rymden, även om universum skulle vara för evigt; rymden kan expandera snabbare än ljuset kan passera den.
Avlägsna regioner i rymden har antagits existera och vara en del av verkligheten lika mycket som vi, men vi kan aldrig interagera med dem. Den spatiella regionen inom vilken vi kan påverka och påverkas är det observerbara universum. Det observerbara universum beror på läget hos observatören. Genom att resa, kan en observatör komma i kontakt med ett större område av rumtiden än en observatör som står still. Icke desto mindre kommer även den mest snabba resenären inte att kunna interagera med hela rymden. Normalt förstås det observerbara universum som universum observerbart från vår utsiktspunkt i Vintergatan.

## Storlek, ålder, innehåll, struktur och lagar
Storleken på universum är okänd; det kan vara oändligt. Regionen som är synlig från jorden (det observerbara universum) är en sfär med en radie på cirka 46 miljarder ljusår, baserat på vart universums expansion har tagit de mest avlägsna objekten som har observerats. Som jämförelse är diametern på en typisk galax 30 000 ljusår och det typiska avståndet mellan två närliggande galaxer 3 miljoner ljusår. Exempelvis är Vintergatan cirka 100 000 ljusår i diameter, och den närmaste systergalaxen till Vintergatan, Andromedagalaxen, ligger ungefär 2,5 miljoner ljusår bort. Det finns förmodligen mer än 100 miljarder (1011) galaxer i det observerbara universum. Typiska galaxer innefattar Dvärggalaxer med 10 miljoner (107) stjärnor upp till jättar med 1 biljon (1012) stjärnor, alla kretsar kring galaxens masscentrum. Enligt en studie år 2010 uppskattas antalet stjärnor i det observerbara universum vara 300 triljarder (3 x 1023).
Som medelvärde över sträckor längre än 300 miljoner ljusår är den observerbara materian homogent (jämnt) spridd över hela universum. På mindre längdskalor har materia observerats bilda klumpar, det vill säga klustra hierarkiskt; många atomer kondenseras till stjärnor, de flesta stjärnorna till galaxer, de flesta galaxerna till galaxhopar, superhopar och slutligen galaxfilament, de mest storskaliga strukturerna, såsom stora muren av galaxer. Den observerbara materian i universum är också spridd isotropiskt, vilket innebär att ingen observationsriktning förefaller annorlunda än alla andra; varje region av himlen har ungefär samma innehåll. Universum badar också i en mycket isotrop mikrovågsstrålning som motsvarar en termisk jämvikt svartkroppsspektrum av ungefär 2,725 K (−270,425 °C). Hypotesen att det storskaliga universum är homogent och isotropt kallas den kosmologiska principen, som stöds av astronomiska observationer.
Universums nuvarande totala densitet är mycket låg, ungefär 9,9 × 10−30 gram per kubikcentimeter. Denna massenergi tycks bestå av 68,3 % mörk energi, 26,8 % mörk materia och 4,9 % vanlig materia. Sålunda är densiteten för atomer i storleksordningen en enda väteatom för varje fyra kubikmeter volym. Egenskaperna hos mörk energi och mörk materia är i stort sett okända. Mörk materia graviterar som vanlig materia, och bromsar därmed expansionen av universum; däremot accelererar mörk energi dess expansion.
Den aktuella uppskattningen av universums ålder är 13,798 ± 0,037 miljarder år. Universum har inte varit detsamma vid alla tidpunkter i sin historia; exempelvis har de relativa populationerna av kvasarer och galaxer ändrats och rymden i sig verkar ha expanderat. Denna expansion förklarar hur jordbundna forskare kan observera ljuset från en galax 30 miljarder ljusår bort, även om det ljuset bara har rest i 13 miljarder år; själva rymden mellan dem har expanderat. Denna expansion är förenlig med observationen att ljuset från avlägsna galaxer har rödförskjutning; fotoner som har emitterats har sträckts till längre våglängder och lägre frekvens under resan. Hastigheten för denna spatiella expansion accelererar, baserat på studier av supernovor typ Ia och stöds av andra uppgifter.

Elementarpartiklarna av vilka universum är uppbyggt. Sex leptoner och sex kvarkar omfattar det mesta av materian; exempelvis är protoner och neutroner i atomkärnor sammansatta av kvarkar och den allestädes närvarande elektronen är en lepton. Dessa partiklar interagerar via gaugebosoner som visas i den mellersta raden, var och en motsvarar en viss typ av gaugesymmetri. Higgsbosonen tros ge massa till de partiklar den är sammankopplad med. Gravitonen, en hypotetisk gaugeboson för gravitation, visas inte.

Den relativa förekomsten av olika grundämnen – särskilt de lättaste atomerna som väte, deuterium och helium – förefaller att vara lika i hela universum och även under hela dess observerbara historia. Universum förefaller att ha mycket mer materia än antimateria, en asymmetri som troligen är relaterad till partikelfysikens observation av CP-brott. Universum förefaller inte ha någon elektrisk nettoladdning och därför förefaller gravitationen vara den dominerande växelverkan på kosmologiska längdskalor. Universum förefaller också ha varken nettorörelsemängd eller nettorörelsemängdsmoment. Frånvaron av nettoladdning och nettorörelsemängd följer av vedertagna fysikaliska lagar (Gauss lag och icke-divergensen av Landau–Lifshitzs pseudotensor), om universum är ändligt.
Universum förefaller att ha ett slätt rumtidskontinuum bestående av tre rumsdimensioner och en tidsdimension. I genomsnitt har rymden observerats vara i det närmaste platt (nära nollkrökning), vilket innebär att den euklidiska geometrin är experimentellt sann med hög noggrannhet i större delen av universum. Rumtiden verkar också ha en enkelt sammanhängande topologi, åtminstone på det observerbara universums längdskala. Däremot kan nuvarande observationer inte utesluta möjligheterna att universum har fler dimensioner och att dess rumtid kan ha en flerfaldigt sammanhängande global topologi, i analogi med tvådimensionella cylindriska eller toroida topologier.
Universum förefaller att bete sig på ett sätt som regelbundet följer en mängd naturlagar och fysikaliska konstanter. Enligt fysikens rådande standardmodell består all materia av tre generationer av leptoner och kvarkar, som båda är fermioner. Dessa elementarpartiklar interagerar via högst tre fundamentala växelverkningar: elektrosvag växelverkan vilken inkluderar elektromagnetism och svag kärnkraft; stark kärnkraft som beskrivs av kvantkromodynamik; och gravitation som för närvarande bäst beskrivs av den allmänna relativitetsteorin. De två första växelverkan kan beskrivas med renormerbara kvantfältteorier som förmedlas av gaugebosoner som motsvarar en viss typ av gaugesymmetri. En renormerbar kvantfältteori som beskriver allmän relativitet har ännu inte uppnåtts. Den speciella relativitetsteorin antas gälla i hela universum, förutsatt att längd- och tidskalorna är tillräckligt korta; annars måste den allmänna relativitetsteorin tillämpas. Det finns ingen förklaring till de särskilda värdena som fysikaliska konstanter verkar ha i hela universum, som Plancks konstant h eller gravitationskonstanten G. Flera konserveringslagar har identifierats, såsom laddningskonservering, rörelsemängdskonservering, rörelsemängdsmomentskonservering och energikonservering; i många fall kan dessa konserveringslagar relateras till symmetrier eller matematiska identiteter.

### Finjustering
Det förefaller som om många av universums egenskaper har speciella värden såtillvida att ett universum där dessa egenskaper skiljer sig något inte skulle kunna stöda intelligent liv. Inte alla forskare är överens om att denna finjustering existerar. I synnerhet är det inte känt under vilka villkor intelligent liv kan bildas och vilken form som det skulle ta. En relevant iakttagelse i denna diskussion är att för att en observatör skall kunna existera för att observera finjustering måste universum kunna stöda intelligent liv. Som sådan är den betingade sannolikheten för att observera ett universum som är finjusterat för att stöda intelligent liv 1. Detta konstaterande är känt som den antropiska principen och är särskilt relevant om skapandet av universum var probabilistiskt eller om flera universum med olika egenskaper existerar (se nedan). Emellertid, observationen att livets kemi kan ha börjat strax efter Big Bang, 13,8 miljarder år sedan, under en beboelig epok när universum bara var 10–17 miljoner år gammalt, kan avvika – delvis med den antropiska principen.

## Historiska modeller
Många modeller av kosmos (kosmologier) och dess ursprung (kosmogonier) har föreslagits, baserade på de då tillgängliga uppgifterna och föreställningarna om universum. Historiskt sett har kosmologier och kosmogonier baserats på berättelser om gudar som agerar på olika sätt. Teorier om ett opersonligt universum som styrs av fysikaliska lagar föreslogs först av grekerna och indierna. Under århundradena ledde förbättringar i astronomiska observationer och teorier om rörelse och gravitation till allt mer noggranna beskrivningar av universum. Den moderna kosmologin inleddes med Albert Einsteins allmänna relativitetsteori (1915) vilken gjorde det möjligt att kvantitativt förutsäga ursprung, evolution och konklusion för universum i dess helhet. De flesta moderna, accepterade kosmologiska teorierna är baserade på den allmänna relativitetsteorin och, mer specifikt, Big Bang-teorin; dock krävs alltjämt mer noggranna mätningar för att bestämma vilken teori är korrekt.

### Skapelse
Många kulturer har berättelser som beskriver världens uppkomst, vilka grovt kan delas in i allmänna typer. I en typ av berättelse föds världens ur ett världsägg; sådana berättelser inkluderar den finska episka dikten Kalevala, den kinesiska historien om Pangu eller den indiska Brahmandapurana. I relaterade historier är universum skapat av en enda enhet som emanerar eller producerar något av sig själv, som i det tibetanska buddhistiska konceptet Adibuddha, den antika grekiska historien om Gaia ("Moder Jord"), berättelsen om den aztekiska gudinnan Coatlicue, berättelsen om fornegyptiska guden Atum, eller Hexaemeron. I en annan typ av berättelse är universum skapat från föreningen av manliga och kvinnliga gudomar, som i den maoriska berättelsen om Rangi och Papa. I andra berättelser är universum skapat genom tillverkning av det från redan befintligt material, såsom liket av en död gud – som från Tiamat i den babyloniska eposen Enuma Elish eller från jätten Ymer i den nordiska mytologin – eller från kaotiska material, som i Izanagi och Izanami i den japanska mytologin. I andra berättelser utgår universum från grundläggande principer, såsom Brahman och Prakriti inom indisk filosofi eller yin och yang inom kinesisk filosofi.

### Filosofiska modeller
De försokratiska grekiska filosoferna och indiska filosofer utvecklade de tidigaste kända filosofiska modellerna av universum. De tidigaste grekiska filosoferna noterade att skenet kan bedra och försökte förstå den bakomliggande verkligheten. De noterade särskilt materias förmåga att ändra tillstånd (exempelvis is till vatten till ånga) och flera filosofer föreslog att alla till synes olika material i världen är olika former av ett enda ursprungligt ämne, eller arche. Den första att göra så var Thales, som föreslog att detta ämne är vatten. Thales elev Anaximander föreslog att allt kom från det gränslösa, apeiron. Anaximenes föreslog luft på grund av dess upplevda attraktiva och repulsiva kvaliteter som orsakar arche att kondensera eller dissociera i olika former. Anaxagoras föreslog principen om nous (sinne). Herakleitos föreslog eld (och talade om logos). Empedokles föreslog elementen: jord, vatten, luft och eld. Hans teori om de fyra elementen blev mycket populär. Liksom Pythagoras trodde Platon att allt bestod av tal, med Empedokles element i form av de platonska kropparna. Demokritos och senare filosofer – varav den mest notabla Leukippos – föreslog att universum bestod av odelbara atomer som rör sig genom tomrum (vakuum). Aristoteles trodde inte det var möjligt på grund av att luft, liksom vatten, gör motstånd mot rörelse. Luft kommer genast, och  utan motstånd, att rusa in för att fylla ett tomrum.
Fastän Herakleitos argumenterade för evig förändring föreslog hans kvasisamtida Parmenides radikalt att all förändring är en illusion, att den verkliga underliggande verkligheten är evigt oföränderlig och av en enda art. Parmenides betecknade denna verklighet som τὸ ἐν (”enheten”). Parmenides teori föreföll osannolik för många greker, men hans elev Zenon från Elea utmanade dem med flera kända paradoxer. Aristoteles reagerade på dessa paradoxer genom att utveckla idén om en potentiell uppräknelig oändlighet, liksom det oändligt delbara kontinuum. Till skillnad från de eviga och oföränderliga cyklerna av tid, trodde han att världen avgränsades av de himmelska sfärerna, och därmed att storleken bara var ändligt multiplikativ.
Den indiska filosofen Kanada, grundaren av Vaisheshikaskolan, utvecklade en teori om atomism och föreslog att ljus och värme var varianter av samma ämne. Under 400-talet föreslog den buddhistiska atomistfilosofen Dignāga att atomer var punktligt stora, durationslösa, och gjorda av energi. De förnekade existensen av substantiell materia och föreslog att rörelsen bestod av tillfälliga glimtar av en ström av energi.
Teorin om temporal finitism inspirerades av läran om skapelsen som delas av de tre abrahamitiska religionerna: judendom, kristendom och islam. Den kristna filosofen Johannes Philoponos presenterade de filosofiska argumenten mot den antika grekiska föreställningen om en oändlig dåtid och framtid. Philoponos argument mot en oändlig dåtid användes av den tidiga muslimska filosofen Al-Kindi (Alkindus); den judiska filosofen Saadia Gaon (Saadja ben Josef); och den muslimska teologen Al-Ghazali (Algazel). Upplånat från Aristoteles fysik och metafysik, sysselsatte de två logiska argument mot en oändlig dåtid, det första är "argumentet för omöjligheten att det finns en faktisk oändlighet", där det står:
"en faktisk oändlighet kan inte existera";
"en oändlig regress av händelser är en faktisk oändlighet";
"{\displaystyle \therefore } en oändlig regress av händelser kan inte existera".
Det andra argumentet, "argumentet för omöjligheten att fullborda en faktisk oändlighet med successiva tillägg", säger:
"en faktisk oändlighet kan inte fullbordas med successiva tillägg";
"den tidsmässiga serien av tidigare händelser har fullbordats med successiva tillägg";
"{\displaystyle \therefore } den tidsmässiga serien av tidigare händelser kan inte vara en faktisk oändlighet".
Båda argumenten antogs av kristna filosofer och teologer, och det andra argumentet i synnerhet blev mer känt efter att det antogs av Immanuel Kant i sin avhandling om första antinomin om tid.

### Astronomiska modeller

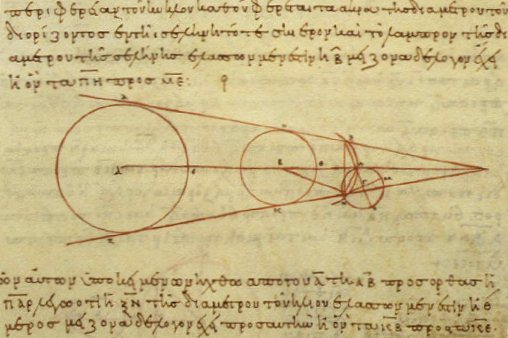
Aristarchos beräkningar under 200-talet f.Kr. av de relativa storlekarna från vänster solen, jorden och månen, från en grekisk kopia från 900-talet

Astronomiska modeller av universum föreslogs strax efter astronomin inleddes med de babyloniska astronomerna, som betraktade universum som en platt skiva som flyter i havet, och detta utgör förutsättningen för tidiga grekiska kartor som de av Anaximander och Hekataios av Miletos.
Senare grekiska filosofer, som observerade himlakropparnas rörelser bidrog till att utveckla modeller för universum baserat på empiriska bevis. Den första sammanhängande modellen föreslogs av Eudoxos från Knidos. Enligt Aristoteles fysikaliska tolkning av modellen roterar celesta sfärer evigt med likformig rörelse runt en stationär jord. Normal materia var helt innesluten i den jordiska sfären. Denna modell förfinades också av Kallippos och – efter att koncentriska sfärer övergavs – hade nästan perfekt överensstämmelse med Ptolemaios astronomiska observationer. Framgången för en sådan modell är till stor del på grund av det matematiska faktum att varje funktion (såsom en planets position) kan delas upp i en mängd av cirkulära funktioner (Fourierlägen). Andra grekiska vetenskapsmän, såsom den pythagoreiska filosofen Filolaos, postulerade att det fanns en "central eld" i mitten av universum kring vilken jorden, solen, månen och planeterna kretsade i en likformig cirkelrörelse. Den grekiska astronomen Aristarchos var den första att föreslå en heliocentrisk modell av universum. Även om den ursprungliga texten har försvunnit beskriver en hänvisning i Arkimedes bok Sandräknaren Aristarchos heliocentriska teori. Arkimedes skrev (översatt till svenska):

Du, Kung Gelon, är medveten om att "universum" är namnet som ges av astronomerna till sfären vars centrum är jordens centrum, medan dess radie är lika med den räta linjen mellan solens centrum och jordens centrum. Detta är den gemensamma redogörelsen som du har hört från astronomerna. Men Aristarchos har gett ut en bok som består av vissa hypoteser, där det visas, som en följd av de antaganden som har gjorts, att universum är många gånger större än det "universum" som nyss nämndes. Hans hypoteser är att de fixa stjärnorna och solen förblir oberörda, att jorden kretsar kring solen i periferin av en cirkel, solen ligger i mitten av omloppsbanan samt att sfären av fixstjärnorna, belägen i ungefär samma centrum som solen, är så stor att cirkeln i vilken det förutsätts att för jorden att kretsa utgör en sådan proportion till avståndet av fixstjärnorna som centrum av sfären utgörandes av dess yta.

Aristarchos trodde sålunda att stjärnorna var mycket långt borta, och såg detta som anledningen till att det inte fanns någon parallax uppenbar, det vill säga inte kan observera rörelser av stjärnorna i förhållande till varandra som jorden flyttas runt solen Stjärnorna är i själva verket mycket längre bort än det avstånd som allmänt antogs under antiken, varför stellärt parallax är endast detekteras med precisionsinstrument. Den geocentriska modellen, i överensstämmelse med planetariskt parallax, antogs vara en förklaring till icke-observerbarheten hos det parallella fenomenet, stellärt parallax. Den avvisades av den heliocentriska uppfattningen som till synes var ganska stark, vilket följande avsnitt ur Plutarchos Moralia antyder:

[ Kleanthes (en samtida med Aristarchos och ledare för stoikerna)] ansåg det vara grekernas skyldighet att anklaga Aristarchos från Samos för gudlöshet, emedan han påstod, att världsalltets medelpunkt (d. v. s. jorden) rörde sig; han sökte nämligen förklara företeelserna genom antagandet att himlen befinner sig i vila och att jorden rör sig i en sned bana, medan den på samma gång roterar kring sin axel.

Den enda astronomen från antiken som stödde Aristarchos heliocentriska modell var Seleukos från Seleukia, en hellenistisk astronom som levde ett sekel efter Aristarchos. Enligt Plutarchos var Seleukos den första att bevisa det heliocentriska systemet genom förnuft, men det är inte känt vilka argument som han använde. Seleukos argument för en heliocentrisk teori var troligen relaterade till fenomenet tidvatten. Enligt Strabon (1.1.9), var Seleukos den första att konstatera att tidvatten beror på månens attraktion och att tidvattnets höjd beror på månens position i förhållande till solen. Alternativt kan han ha bevisat den heliocentriska teorin genom att bestämma konstanterna i en geometrisk modell för den heliocentriska teorin samt genom att utveckla metoder för att beräkna planeternas positioner med hjälp av denna modell, vilket Nicolaus Copernicus senare gjorde under 1500-talet. Under medeltiden föreslogs även heliocentriska modeller av den indiska astronomen Aryabhata och av de persiska astronomerna Albumasar och Sijzi.

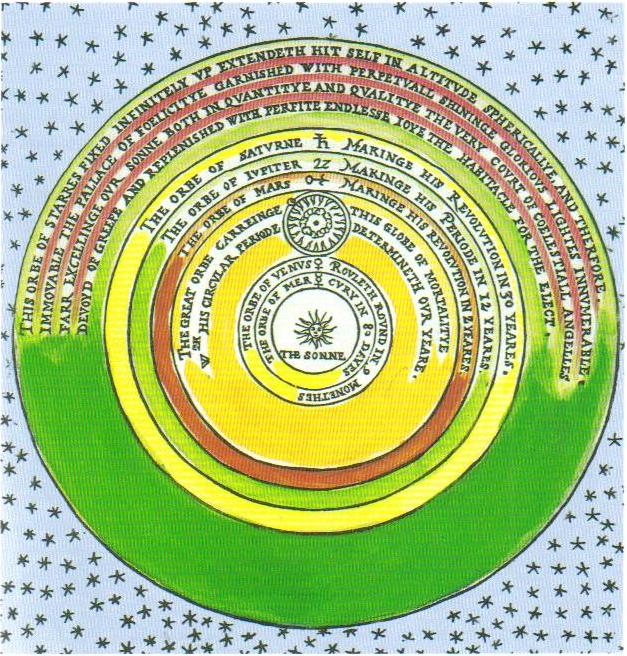
Modell av det kopernikanska universum av Thomas Digges 1576, med ändringen att stjärnorna inte längre är begränsade till en sfär, men jämnt fördelade över rymden som omger planeterna.

Den aristoteliska modellen godtogs i västvärlden i ungefär två millennia, tills Copernicus återupplivade Aristarchos teori om att de astronomiska uppgifterna kunde förklaras mer trovärdigt om jorden roterade kring sin axel och om solen sattes i centrum av universum.
| ”                                                                                        | I centrum åvilar solen. För vem skulle placera denna lykta av ett mycket vackert tempel i ett annat eller bättre ställe än detta varifrån den kan belysa allt på samma gång? | „ |
| – Nicolaus Copernicus, i kapitel 10, bok 1 av De Revolutionibus Orbium Coelestrum (1543) | |   |

Som nämnts av Copernicus själv var förslaget att jorden roterar mycket gammalt, och dateras åtminstone till Filolaos (cirka 450 f.Kr.), Herakleides (cirka 350 f.Kr.) och Ecphantus Pythagoras. Ungefär ett sekel före Copernicus föreslog den kristne filosofen Nicolaus Cusanus också att jorden roterar kring sin axel i sin bok Om lärd okunnighet (1440). Aryabhata (476–550), Brahma (598–668) och Sijzi föreslog också att jorden roterar kring sin axel.[källa behövs] Det första empiriska beviset för jordens rotation kring sin axel, med hjälp fenomenet kometer, gavs av Tusi (1201–1274) och Ali Qushji (1403–1474).[källa behövs]

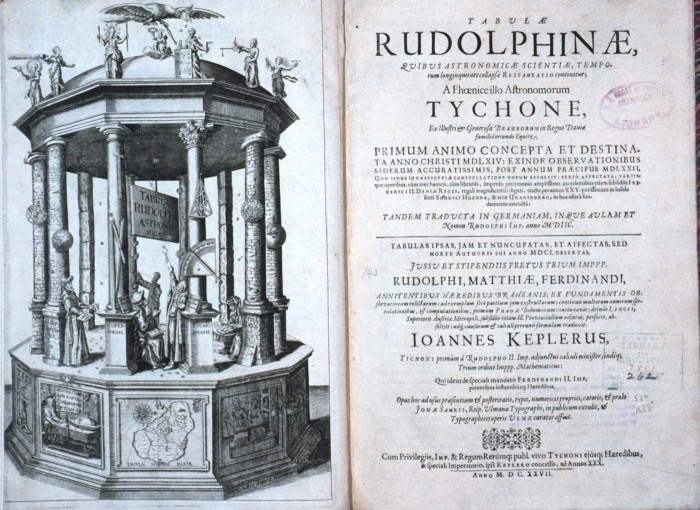
Johannes Kepler publicerade Tabulae Rudolphinae som innehåller en stjärnkatalog och planettabeller med Tycho Brahes mätningar.

Denna kosmologi accepterades av Isaac Newton, Christiaan Huygens och senare vetenskapsmän. Edmund Halley (1720) och Jean-Philippe de Cheseaux (1744) konstaterade självständigt att om en oändlig rymd fylldes jämnt med stjärnor skulle det leda till att natthimlen skulle vara lika ljus som solen själv; detta blev under 1800-talet känt som Olbers paradox. Newton ansåg att en oändlig rymd jämnt fylld med materia skulle orsaka oändliga krafter och instabiliteter som skulle orsaka att materia krossas inåt av sin egen gravitation. Denna instabilitet klargjordes år 1902 av Jeans instabilitetskriterium. En lösning på dessa paradoxer är det Charlieruniversum, i vilket materian ordnas hierarkiskt (system av kretsande kroppar som själva kretsar runt i ett större system, ad infinitum) i ett fraktalt sätt sådant att universum har en försumbart liten total densitet; en sådan kosmologisk modellen hade också föreslagits tidigare år 1761 av Johann Heinrich Lambert. Ett betydande astronomiskt framsteg under 1700-talet var realisationen av Thomas Wright och Immanuel Kant bland andra, av nebulosor.
Den moderna fysikaliska kosmologin inleddes 1917 när Albert Einstein först tillämpade sin allmänna relativitetsteori för att modellera universums struktur och dynamik.

## Teoretiska modeller

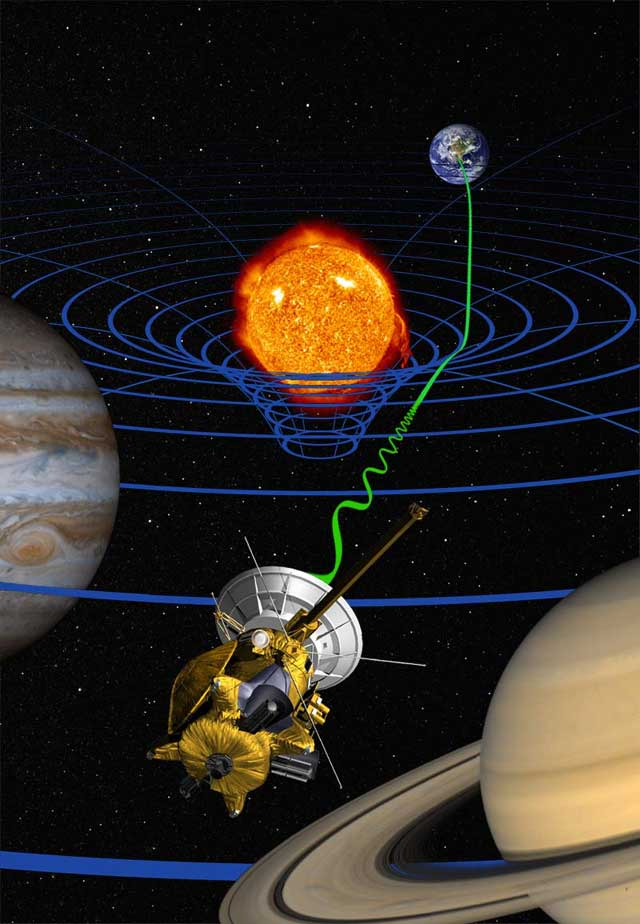
Högprecisionstest av den allmänna relativitetsteorin av rymdsonden Cassini (konstnärlig tolkning): radiosignaler som skickas mellan jorden och sonden (gröna vågen) fördröjs av att solens massa kröker rumtiden (blå linjer).

Av de fyra fundamentala växelverkningarna är gravitationen dominerande på kosmologiska längdskalor; det vill säga, de andra tre krafterna spelar en försumbar roll för att bestämma strukturer på samma nivå som planetsystem, galaxer och storskaliga strukturer. Eftersom all materia och energi graviterar är gravitationseffekter kumulativa; däremot tenderar effekterna av positiva och negativa laddningar att upphäva varandra, vilket gör elektromagnetism obetydlig på kosmologiska längdskalor. De två återstående växelverkan, svag och stark kärnkraft, minskar mycket snabbt med avståndet; deras effekter är främst begränsade till subatomära längdskalor.

### Allmänna relativitetsteorin
Med tanke på gravitationens dominans i utformningen av kosmologiska strukturer kräver korrekta prognoser av universums förflutna och framtid en korrekt teori om gravitation. Den bästa teorin som finns är Albert Einsteins allmänna relativitetsteori, som har klarat alla experimentella tester hittills. Men eftersom rigorösa försök inte har utförts på kosmiska längdskalor skulle den allmänna relativitetsteorin kunna tänkas vara felaktig. Icke desto mindre verkar dess kosmologiska förutsägelser vara förenlig med observationer, så det finns inga övertygande skäl att anta en annan teori.
Allmänna relativitetsteorin tillhandahåller tio icke-linjära partiella differentialekvationer för rumtidsmetriken (Einsteins fältekvationer) som måste lösas från fördelningen av massa–energi och rörelsemängd i hela universum. Eftersom denna är okänd i exakt detalj har kosmologiska modeller baserats på den kosmologiska principen, som säger att universum är homogent och isotropt. I praktiken hävdar denna princip att de gravitationella effekterna av de olika galaxerna som utgör universum är likvärdiga med ett fint stoft fördelat enhetligt i hela universum med samma genomsnittliga densitet. Antagandet av ett enhetligt stoft gör det enkelt att lösa Einsteins fältekvationer och förutspå det förflutna och framtiden för universum på kosmologiska tidsskalor.
Einsteins fältekvationer inkluderar en kosmologisk konstant (Λ), som motsvarar en energitäthet av tomrum. Beroende på dess tecken, kan den kosmologiska konstanten antingen bromsa in (negativ Λ) eller accelerera (positiv Λ) universums expansion. Även om många forskare, bland annat Einstein, hade spekulerat i att Λ var lika med noll, har nyliga astronomiska observationer av supernovor typ Ia detekterat en stor mängd "mörk energi" som accelererar universums expansion. Preliminära studier antyder att denna mörka energi motsvarar en positiv Λ, även om alternativa teorier inte kan uteslutas ännu. Den ryska fysikern Zel'dovich föreslog att Λ är ett mått på den nollpunktsenergi som i kvantfältteori associeras med virtuella partiklar, en vakuumenergi som finns överallt, även i tomma rymden. Bevis för sådan nollpunktsenergi observeras i Casimireffekten.

### Speciella relativitetsteorin och rumtid

Endast längden L är inneboende mot staven (visas i svart); koordinatskillnader mellan ändpunkterna (såsom Δx, Δy eller Δξ, Δη) beror på deras referensram (avbildad i blått och rött, respektive).

Universum har minst tre rumsdimensioner och en tidsdimension. Det var länge tänkt att rumsdimensionerna och tidsdimensionen var olika till sin karaktär och oberoende av varandra. Men enligt den speciella relativitetsteorin är spatiella och temporala separationer interkonvertibla (inom vissa gränser) genom ändring av ens rörelse.
För att förstå denna interkonversion, hjälper det att tänka på den analoga interkonversionen av spatiella separationer längs de tre rumsdimensionerna. Betrakta de två slutpunkterna för en stav av längden L. Längden kan bestämmas från skillnaderna i de tre koordinaterna Δx, Δy och Δz av de två ändpunkterna i en given referensram:
{\displaystyle L^{2}=\Delta x^{2}+\Delta y^{2}+\Delta z^{2}}
med hjälp av Pythagoras sats. I en roterad referensram avviker koordinatskillnaderna, men de ger samma längd:
{\displaystyle L^{2}=\Delta \xi ^{2}+\Delta \eta ^{2}+\Delta \zeta ^{2}.}
Således är koordinatskillnaderna (Δx, Δy, Δz) och (Δξ, Δη, Δζ) inte inneboende till staven, utan återspeglar endast referensramen som används för att beskriva den; däremot är längden L en inneboende egenskap hos staven. Koordinatskillnaderna kan ändras utan att påverka staven, genom att rotera ens referensram.
Analogin i rumtiden kallas för intervallet mellan två händelser; en händelse definieras som en punkt i rumtiden, en specifik position i rymden och en specifik tidpunkt. Rumtidsintervallet mellan två händelser ges av
{\displaystyle s^{2}=L_{1}^{2}-c^{2}\Delta t_{1}^{2}=L_{2}^{2}-c^{2}\Delta t_{2}^{2}}
där c är ljushastigheten. Enligt den speciella relativitetsteorin, kan man ändra en spatiell och temporal separation (L1, Δt1) till en annan (L2, Δt2) genom att ändra sin referensram, så länge förändringen bibehåller rumtiden intervallet s. En sådan förändring i referensramen motsvarar förändring av en rörelse; i en rörlig ram, längder och tider skiljer sig från sina motsvarigheter i en stationär referensram. Det exakta sättet på vilket koordinaten och tidsskillnaderna förändras med rörelse beskrivs av Lorentztransformation.

### Lösning av Einsteins fältekvationer
Avstånden mellan de snurrande galaxer ökar med temporal separation, men inte avstånden mellan stjärnorna inom varje galax, på grund av sina gravitationsväxelverkan. Denna animation illustrerar ett slutet Friedmannuniversum med kosmologiska konstanten Λ = 0; ett sådant universum pendlar mellan en Big Bang och en Big Crunch.
I icke-kartesiska (icke-kvadratiska) eller krökta koordinatsystem, förrättas Pythagoras sats enbart på oändligt små längdskalor och måste kompletteras med en mer allmän metrisk tensor gμν, vilken kan variera från plats till plats och som beskriver den lokala geometrin i det särskilda koordinatsystemet. Men om man antar den kosmologiska principen att universum är homogent och isotropt överallt, varje punkt i rymden liksom alla andra punkter; följaktligen måste den metriska tensorn vara densamma överallt. Det leder till en enda form för den metrisk tensorn, kallad Friedmann–Lemaître–Robertson–Walker-metrik
{\displaystyle ds^{2}=-c^{2}dt^{2}+R(t)^{2}\left({\frac {dr^{2}}{1-kr^{2}}}+r^{2}d\theta ^{2}+r^{2}\sin ^{2}\theta \,d\phi ^{2}\right)}
där (r, θ, φ) motsvarar ett sfäriskt koordinatsystem.  Denna metrik har endast två obestämda parametrar: en totallängdskala R som kan variera med temporal separation, och ett krökningsindex k som endast kan vara 0, 1 eller −1, vilket motsvarar den platta euklidiska geometrin, eller positivt eller negativt krökta rum. Inom kosmologin är lösning för historien om universum göra genom att beräkna R som en funktion av tid, givet k och värdet för kosmologiska konstanten Λ, som är en (liten) parameter i Einsteins fältekvationer. Ekvationen som beskriver hur R varierar med temporal separation är en av Friedmanns ekvationer, uppkallade efter sin inventor, Aleksandr Fridman.
Lösningarna för R(t) beror på k och Λ, men vissa kvalitativa egenskaper hos sådana lösningar är generella. Först och viktigast av allt är att längdskalan R av universum endast kan vara konstant om universum är helt isotrop med positiv krökning (k = 1) och har ett exakt värde på densiteten överallt, som först noterades av Albert Einstein. Dock är denna jämvikt instabil och eftersom universum är känt för att vara inhomogent på mindre skalor, måste R förändras, enligt allmänna relativitetsteorin. När R förändras förändras alla spatiella avstånd i universum i tandem; det finns en total expansion eller kontraktion av rymden. Detta förklarar observationen att galaxer verkar flyga isär; rymden mellan dem sträckes. Sträckningen av rymden förklarar även den skenbara paradoxen att två galaxer kan vara 40 miljarder ljusår ifrån varandra, trots att de startade från samma punkt för 13,8 miljarder år sedan och aldrig förflyttas snabbare än ljusets hastighet.
För det andra, alla lösningar tyder på att det fanns en gravitationell singularitet i det förflutna, när R går mot noll och materia och energi blev oändligt tät. För det andra, alla lösningar tyder på att det fanns en gravitationell singularitet i det förflutna, när  R  går mot noll och materia och energi blev oändligt tät. Det kan tyckas att denna slutsats är osäker eftersom den är baserad på tvivelaktiga antaganden om perfekt homogenitet och isotropi (den kosmologiska principen) och att endast gravitationsväxelverkan är signifikant. Emellertid visar singularitetssatserna att en singularitet föreligger för mycket allmänna villkor. Därför, enligt Einsteins fältekvationer, växte R snabbt från ett ofattbart varmt, tätt tillstånd som fanns omedelbart efter denna singularitet (när R  hade ett litet, ändligt värde); en vanlig missuppfattning är att Big Bang-modellen förutsäger att materia och energi exploderade från en enda punkt i tid och rum; det är falskt. Snarare skapades rymden själv i Big Bang och genomsyrades av en bestämd mängd energi och materia jämnt fördelat; eftersom rymden expanderar (det vill säga R(t) ökar) minskar densiteten av denna materia och energi.
För det tredje, krökningsindex k bestämmer signum av den genomsnittliga spatiella krökningen av rumtiden i genomsnitt över längdskalor större än en miljard ljusår. Om  k  = 1, är krökningen positiv och universum har en ändlig volym. Sådana universum visualiseras ofta som en tredimensionell sfär S3 inbäddad i ett fyrdimensionellt rum. Omvänt, om k är lika med noll eller negativt, kan universum ha oändlig volym, beroende på dess övergripande topologi. Det kan förefalla kontraintuitivt att ett oändligt och ändå oändligt tätt universum skulle kunna skapas i ett enda ögonblick under Big Bang då R = 0, men det förutsägs exakt matematiskt när k inte är lika med 1. Som jämförelse har ett oändligt plan nollkrökning men oändlig area, medan en oändlig cylinder är ändlig i en riktning och en torus är ändlig i båda. Ett toroid-universum skulle kunna uppträda som ett normalt universum med periodiska randvillkor, vilket kan ses i "wraparound"-videospel såsom Asteroids; en resenär som korsar en yttre "gräns" i rymden som går utåt skulle återuppstå direkt på en annan punkt på gränsen flyttande inåt.

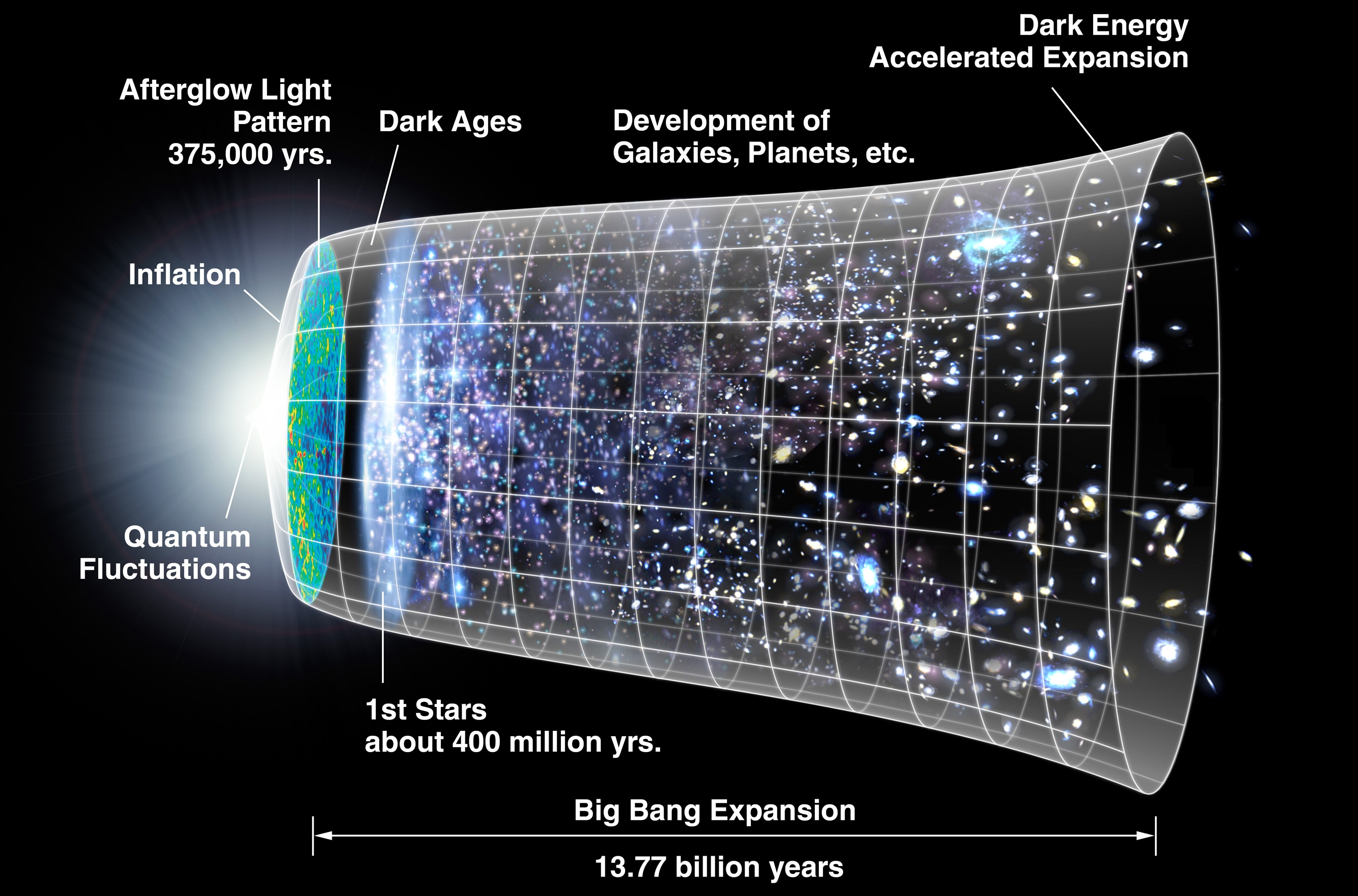
Illustration av Big Bang-teorin, den rådande modellen av ursprunget och expansionen av rumtiden och allt som den innehåller. I detta diagram ökar tiden från vänster till höger, och en dimension av rymden är undertryckt, så vid varje given tidpunkt representeras universum av ett skivformat "segment" av diagrammet.

Universums framtid är fortfarande okänd, eftersom den kritiskt beror på krökningsindex k och den kosmologiska konstanten Λ. Om universum är tillräckligt tätt, k = +1, innebär att dess genomsnittliga krökningen är positiv genom hela universum, och kommer så småningom rekollapsa i en Big Crunch, eventuellt starta som ett nytt universum i en Big Bounce. Omvänt, om universum är otillräckligt tätt, k = 0 eller k = −1, kommer det att expandera för evigt, nedkylas och så småningom bli ogästvänlig för allt liv, såsom stjärnorna dör och all materia koalescerar in svarta hål (Big Freeze och värmedöden av universum). Som nämnts ovan, antyder de senaste uppgifterna att expansionshastigheten av universum inte minskar vilket ursprungligen förväntades, men ökar; om detta fortsätter på obestämd tid, kommer universum så småningom slita sig i stycken (Big Rip). Experimentellt har universum en total densitet som är mycket nära det kritiska värdet mellan rekollaps och evig expansion; mer noggranna astronomiska observationer behövs för att lösa frågan.

### Big Bang-modellen
Den rådande Big Bang-modellen förklarar många av de experimentella observationerna beskrivna ovan, såsom sambandet mellan avstånd och rödförskjutning av galaxer, det universella förhållandet mellan väte- och heliumatomer, och den allestädes närvarande isotropa mikrovågsstrålningen. Såsom har noterats ovan, uppkommer rödförskjutning från universums expansion; som själva rymden expanderar, ökar våglängden för en foton färdandes genom rymden likaledes, och dess energi minskar. Ju längre en foton har rest desto mer expansion har den genomgått; därmed är äldre fotoner från mer avlägsna galaxer de mest rödskiftade. Fastställande av korrelationen mellan avstånd och rödförskjutning är ett viktigt problem i experimentell fysisk kosmologi.

De viktigaste kärnreaktionerna som ger upphov till den observerade relativa förekomsten av lätta atomkärnor i universum.

Andra experimentella observationer kan förklaras genom att kombinera den totala expansionen av rymden med kärn- och atomfysik. När universum expanderar, minskar energitätheten hos den elektromagnetiska strålningen snabbare än vad den gör hos materia, eftersom energin i en foton minskar med dess våglängd. Fastän energitätheten i universum nu domineras av materia, dominerades den en gång av strålning; allt var ljus, poetiskt sett. Som universum expanderade, minskade dess energitäthet och, vartefter det blev kallare, kunde  elementarpartiklarna sluta sig samman i allt större kombinationer. Således, i den tidiga delen av den materia-dominerade eran, bildades stabila protoner och neutroner, som sedan kunde bilda atomkärnor. Vid detta stadium var materian i universum främst en varm, tät plasma av negativa elektroner, neutrala neutriner och positiva kärnor. Kärnreaktioner hos kärnorna ledde till den nuvarande förekomsten av de lättare atomkärnorna, i synnerhet väte, deuterium och helium. Så småningom kombinerades elektroner och atomkärnor till stabila atomer, som är transparenta för de flesta våglängderna av strålning; vid denna tidpunkt frikopplades strålningen från materian och bildade den isotropa bakgrund av mikrovågsstrålning som observeras idag.
Andra observationer har inte besvarats slutgiltigt av känd fysik. Enligt den rådande teorin fanns en liten obalans av materia över antimateria vid universums skapelse, eller utvecklades mycket kort därefter, möjligen på grund av CP-brott som har observerats av partikelfysiker. Även om materia och antimateria mestadels tillintetgör varandra, producerar fotoner en liten rest av överlevd materia, vilket ger den nuvarande materiadominansen i universum. Flera bevis antyder också att en snabb kosmisk inflation av universum uppstod mycket tidigt i sin historia (ungefär 10−35 sekunder efter dess tillkomst). Nya observationer antyder också att den kosmologiska konstanten (Λ) inte är noll och att netto-massa–energi-innehållet av universum domineras av en mörk energi och mörk materia som inte har karakteriserats vetenskapligt. De skiljer sig i sina gravitationseffekter. Mörk materia graviterar såsom vanlig materia gör, och bromsar därmed universums expansion; mörk energi accelererar däremot universum expansion.

### Multiversum

Avbildning av ett multiversum av sju "bubbeluniversum", det vill säga separata rumtidskontinua, var och en med olika naturlagar, fysikaliska konstanter och kanske till och med olika antal dimensioner eller topologier.

Några spekulativa teorier har föreslagit att detta universum är bara ett av en mängd av osammanhängande universa, kollektivt betecknat som multiversum, som utmanar eller förstärker mer begränsade definitioner av universum. Vetenskapliga multiversumteorier skiljer sig från begrepp som alternativa medvetandeplanen och simulerad verklighet, även om tanken på ett större universum inte är ny; exempelvis fastslog biskopen Étienne Tempier i Paris år 1277 att Gud kunde skapa så många universa som han ansåg lämpligt, en fråga som var omdiskuterad av franska teologer.
Max Tegmark utvecklade ett fyrdelat klassifikationsschema för de olika typerna av multiversum som forskare har föreslagit i olika problemområden. Ett exempel på en sådan teori är den kaotiska inflationsmodellen av det tidiga universum. Ett annat är flervärldstolkningen av kvantmekaniken. Parallella världar genereras på ett sätt som liknar superposition och dekoherens, alla tillstånd i vågfunktionen realiseras i separata världar. Effektivt, utvecklas multiversum som en universell vågfunktion. Om Big Bang som skapade vårt multiversum skapade ett ensemble av multiversum, skulle vågfunktionen av ensemblen vara intrasslad i denna mening.
Den minst kontroversiella kategorin multiversum i Tegmarks schema är Nivå I, som beskriver avlägsna händelser i rumtiden "i vårt eget universum". Om rymden är oändlig, eller tillräckligt stor och enhetlig, kan jordens hela Hubblevolyms historia upprepa sig någonstans i rumtiden, helt enkelt av en slump. Tegmark beräknade att vår närmaste dubbelgångare är 1010115 meter från oss (en dubbel exponentialfunktion större än ett googolplex). I princip skulle det vara omöjligt att vetenskapligt verifiera en identisk Hubblevolym. Men det följer som en ganska enkel konsekvens från annars orelaterade vetenskapliga observationer och teorier. Tegmark föreslår att statistisk analys som utnyttjar den antropiska principen i vissa fall ger en möjlighet att testa multiversumteorier. Generellt skulle vetenskapen betrakta en multiversumteori som varken har en gemensam punkt för orsakssamband eller möjlighet till interaktion mellan universa, som meningslös spekulation.

## Universums form
Formen eller geometrin på universum inkluderar både lokal geometri i det observerbara universum och global geometri, som vi kan eller inte kan ha möjlighet att mäta. Formen kan avse krökning och topologi. Mer formellt undersöker ämnet i praktiken vilka 3-mångfalder som motsvarar den spatiella sektionen i komoverande koordinater för fyrdimensionell rumtid i universum. Kosmologer arbetar normalt med ett givet rum liknande en skiva av rumtid som kallas komoverande koordinater. När det gäller observation är det sektionen av rumtid som kan observeras bakåt ljuskonen (punkter inom den kosmiska ljushorisonten, given tid att nå en given observatör). Om det observerbara universum är mindre än hela universum (i vissa modeller är det många storleksordningar mindre), kan man inte avgöra den globala strukturen genom observation: en är begränsad till ett litet stycke.
Bland modellerna av Friedmann–Lemaître–Robertson–Walker (FLRW), den för närvarande mest populära formen av universum som tycktes passa observationsdata i enlighet med kosmologer är det den oändliga, plana modellen, medan andra FLRW-modeller inkluderar Poincarédodekaederrum och Picardmodellen. Uppgifterna som passar in i dessa FLRW-modeller av rymden inkluderar i synnerhet Wilkinson Microwave Anisotropy Probe (WMAP) och Planckkartor över kosmisk bakgrundsstrålning. NASA släppte de första WMAP-uppgifterna om den kosmiska bakgrundsstrålningen i februari 2003, medan en karta med högre upplösning angående Planckuppgifter släpptes av ESA i mars 2013. Båda sonderna har hittat nästan perfekt överensstämmelse med inflationsmodeller och standardmodellen för kosmologi, som beskriver ett plant, homogent universum som domineras av mörk materia och mörk energi.